# Echipa națională de fotbal a Tuvalului
Echipa națională de fotbal a Tuvalului reprezintă Tuvalu în competițiile fotbalistice organizate de Confederația de Fotbal din Oceania. Nu este afiliată la FIFA. În 2007 a fost prima națională neafiliată la FIFA care a participat la calificările pentru Campionatul Mondial.

## Meciuri selectate
| Dată               | Eveniment/Arenă         | Gazdă  | Adversar         | Scor |
| ------------------ | ----------------------- | ------ | ---------------- | ---- |
| 12 septembrie 2007 | 2007 și CCM 2010-Samoa  | Tuvalu | Insulele Cook    | 1-4  |
| 29 august 2007     | 2007 & CCM 2010-Samoa   | Tuvalu | Tahiti           | 1-1  |
| 27 august 2007     | 2007 și CCM 2010--Samoa | Tuvalu | Noua Caledonie   | 0-1  |
| 25 august 2007     | 2007 și CCM 2010--Samoa | Tuvalu | Fiji             | 0-16 |
| 5 iulie 2003       | 2003-Fiji               | Tuvalu | Insulele Solomon | 0-4  |
| 3 iulie 2003       | 2003-Fiji               | Tuvalu | Vanuatu          | 0-1  |
| 12 iulie 2003      | 2003-Fiji               | Tuvalu | Fiji             | 0-4  |
| 30 iunie 2003      | 2003-Fiji               | Tuvalu | Kiribati         | 3-2  |
| 1 mai 2003         | Fiji                    | Tuvalu | Fiji             | 0-9  |
| 4 septembrie 1979  | 1979-Fiji               | Tuvalu | Noua Caledonie   | 0-11 |
| 31 august 1979     | 1979-Fiji               | Tuvalu | Tonga            | 5-3  |
| 28 august 1979     | 1979-Fiji               | Tuvalu | Tahiti           | 0-18 |

## Jocurile Sud-Pacifice
- 1963 până în 1975 - nu a intrat
- 1979 - Sferturi
- 1983 până în 1995 - nu a intrat
- 2003 - Prima rundă
- 2007 - Prima rundă